# 수산과학관
수산과학관(水産科學館, Fisheries Science Museum)은 해양수산에 관한 과학기술의 발전과정과 미래상을 소개하여 청소년의 해양수산에 대한 탐구심을 함양하고 국민들에게 바다를 널리 홍보하기 위해 설립된 관람시설이다. 부산광역시 기장군 기장읍 해안로 152-1에 위치하고 있다.

## 연혁
- 1997년 5월 26일 수산청 국립수산진흥원 수산과학관 개관
- 1998년 2월 28일 해양수산부 국립수산진흥원 수산과학관
- 2003년 12월 1일 선박전시관 개관
- 2005년 1월 1일 한국수산회로 운영 이관
- 2013년 1월 전시관 2층 리모델링

## 시설 개요
- 관람 시설 : 주제별 전시관(본관, 선박전시관), 영상실, 야외체험수족관
- 전시물 : 15개 주제, 1070여종, 7400여점
- 부지 : 9,240m²
- 건평 : 5,131m² (1,552평)

## 같이 보기
- 한국수산회
- 전남해양수산과학관 - 전라남도청 소속기관
- 통영수산과학관 - 통영관광개발공사에서 운영